# Bibliothèque présidentielle Ronald-Reagan
Pour les articles homonymes, voir Bibliothèque présidentielle (homonymie) et Ronald Reagan.
 (mai 2023).
Si vous disposez d'ouvrages ou d'articles de référence ou si vous connaissez des sites web de qualité traitant du thème abordé ici, merci de compléter l'article en donnant les références utiles à sa vérifiabilité et en les liant à la section « Notes et références ».
La bibliothèque présidentielle Ronald-Reagan (Ronald Reagan Presidential Library and Center for Public Affairs) est la bibliothèque présidentielle de Ronald Reagan, le 40e président des États-Unis. Construite par le cabinet , elle se trouve à Simi Valley en Californie, à environ 65 km au nord-ouest du centre de Los Angeles.
La construction commença en 1988 et elle fut inaugurée en 1991 en présence de quatre anciens présidents, Ronald Reagan, Jimmy Carter, Gerald Ford et Richard Nixon, et du président alors en exercice, le Républicain George H. W. Bush. Quand elle ouvrit, elle était la plus grande des bibliothèques présidentielles existantes (dépassée depuis par la William J. Clinton Presidential Library, à Little Rock en Arkansas).
Comme toute bibliothèque présidentielle gérée par la National Archives and Records Administration (NARA), la Reagan Library, abrite tous les documents présidentiels produits sous la présidence de Ronald Reagan soit plus de 50 millions de pages, plus de 1,6 million de photographies, 160 km de films et 10 000 bandes vidéo ou audio.
La bibliothèque propose aussi plusieurs expositions permanentes et temporaires retraçant la vie de l'ancien président, son enfance à Dixon dans l'Illinois, sa vie d'acteur, son service militaire, son mariage avec Nancy Reagan et sa carrière politique.
Le président est enterré au sein de la bibliothèque, en 2004, suivi de son épouse en 2016. Les cercueils sont exposés dans une chapelle ardente.
On retrouve dans la bibliothèque la Ford Mustang 1965 utilisée pendant sa campagne pour devenir gouverneur de Californie, des extraits de la tentative d'assassinat, des informations sur sa proposition d'Initiative de défense stratégique, une réplique grandeur nature du bureau ovale tel qu'il était sous sa présidence, comme dans la plupart des bibliothèques présidentielles, et des scènes de vie à la Maison-Blanche. 
Un pavillon spécial abrite l'ancien avion présidentiel Air Force One et un ancien hélicoptère présidentiel Marine One. De plus, un F-14 et un pan du mur de Berlin sont exposés à l'extérieur.
La bibliothèque a accueilli un débat des primaires présidentielles du parti républicain en 2007-2008, 2011, 2015 et 2023.

## Galerie d'images

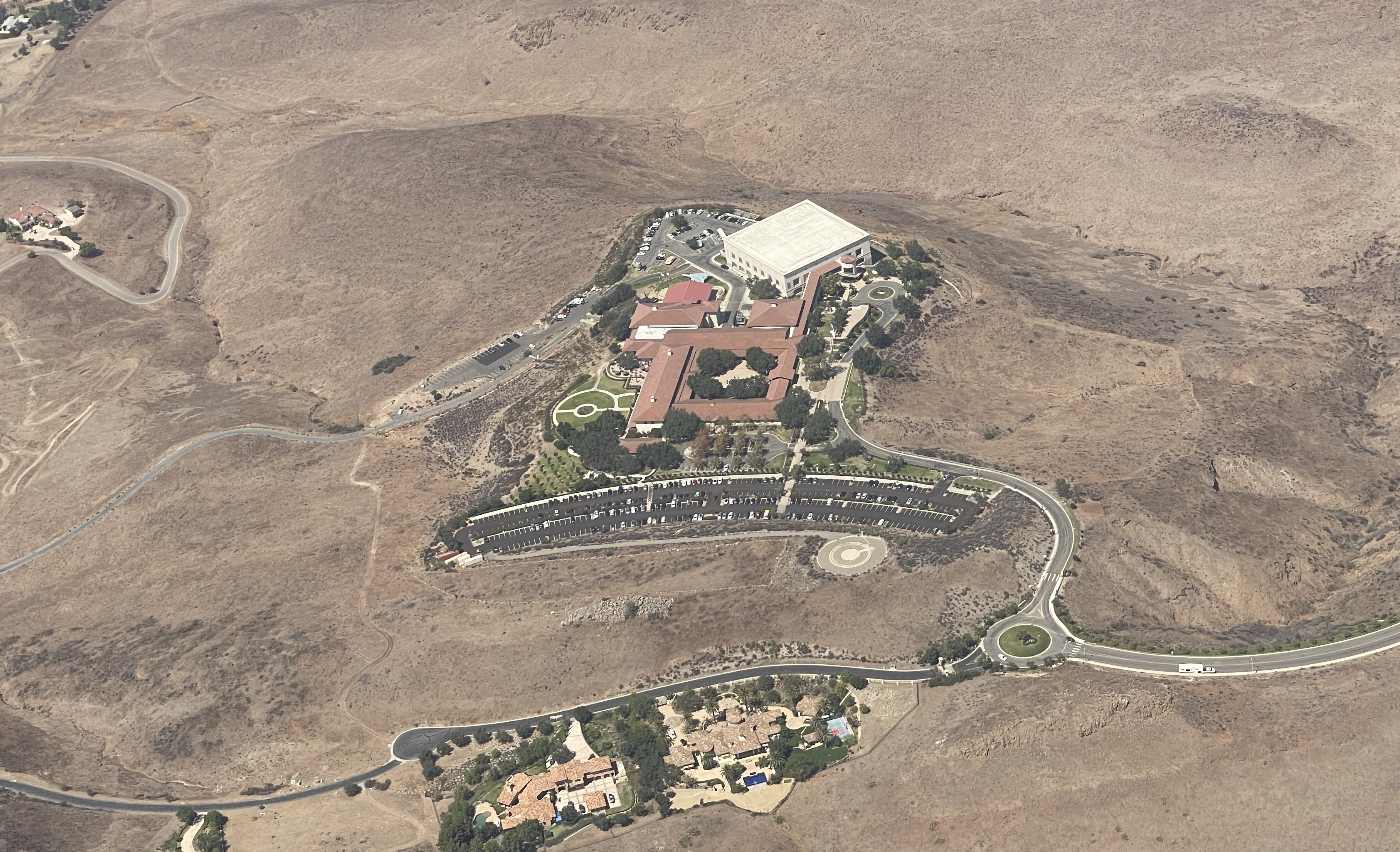
Vue aérienne de la bibliothèque présidentielle Ronald-Reagan.
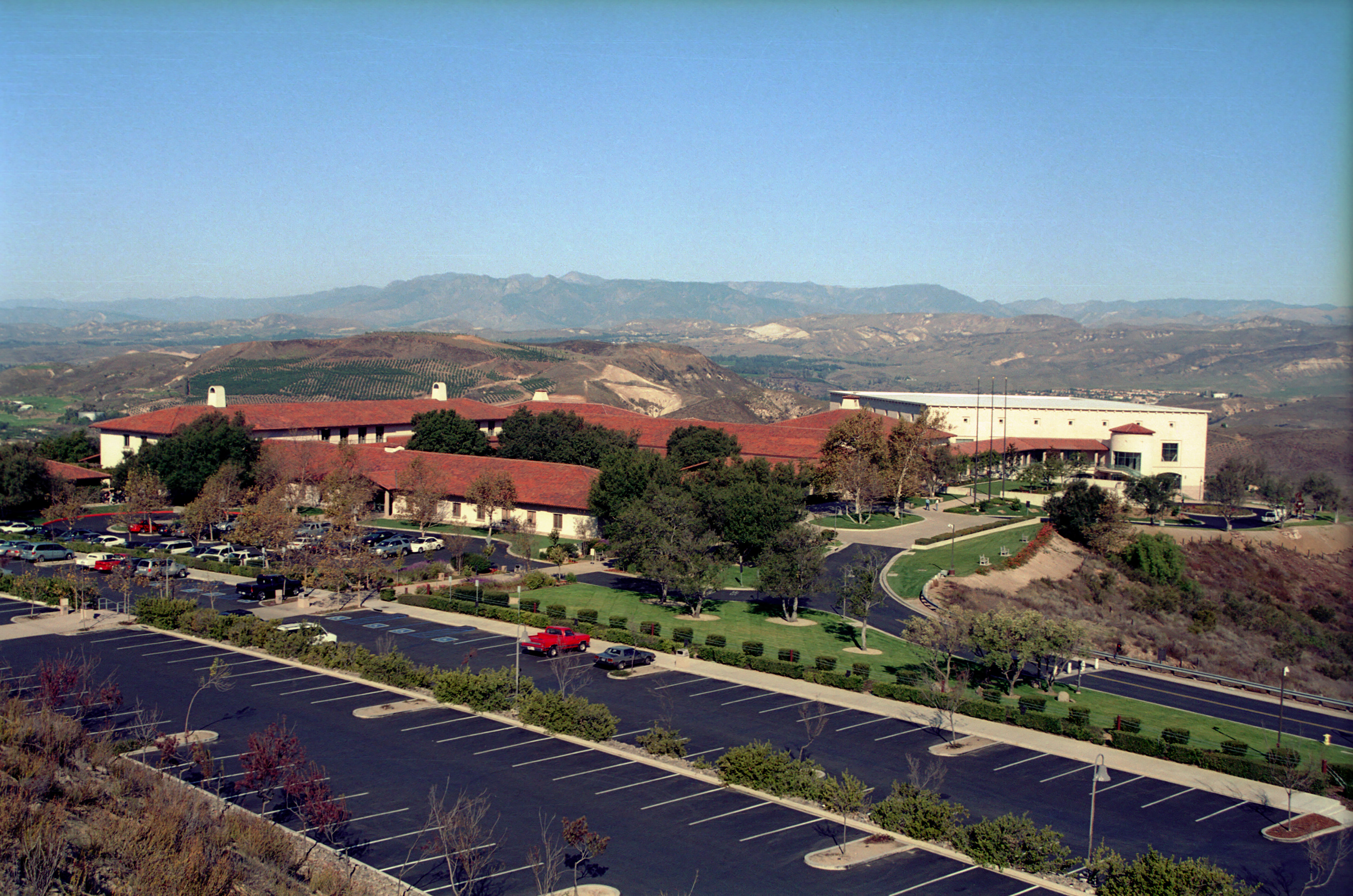
Vue de la bibliothèque présidentielle Ronald-Reagan depuis le sud.
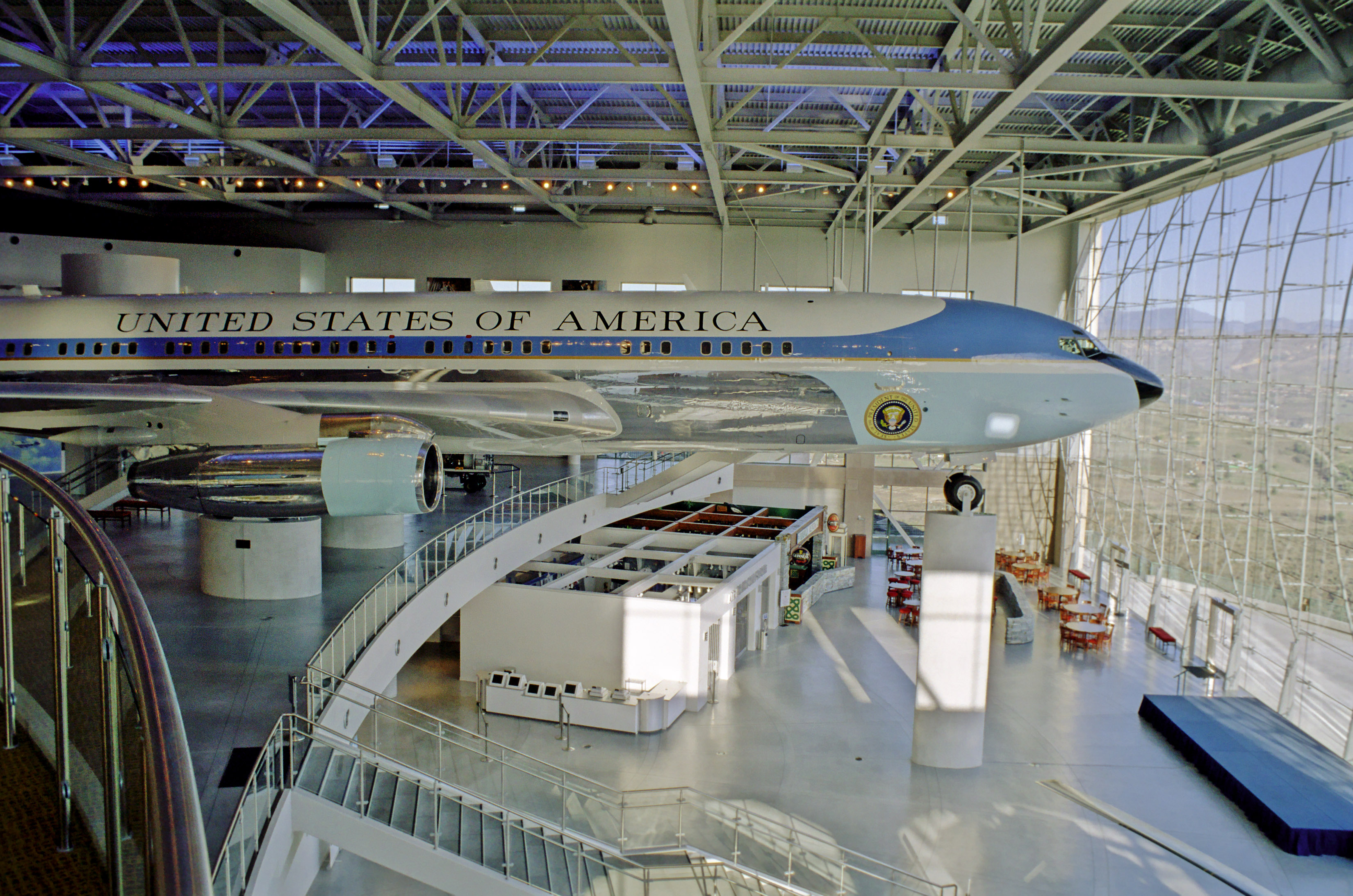
Le pavillon « Air Force One ».
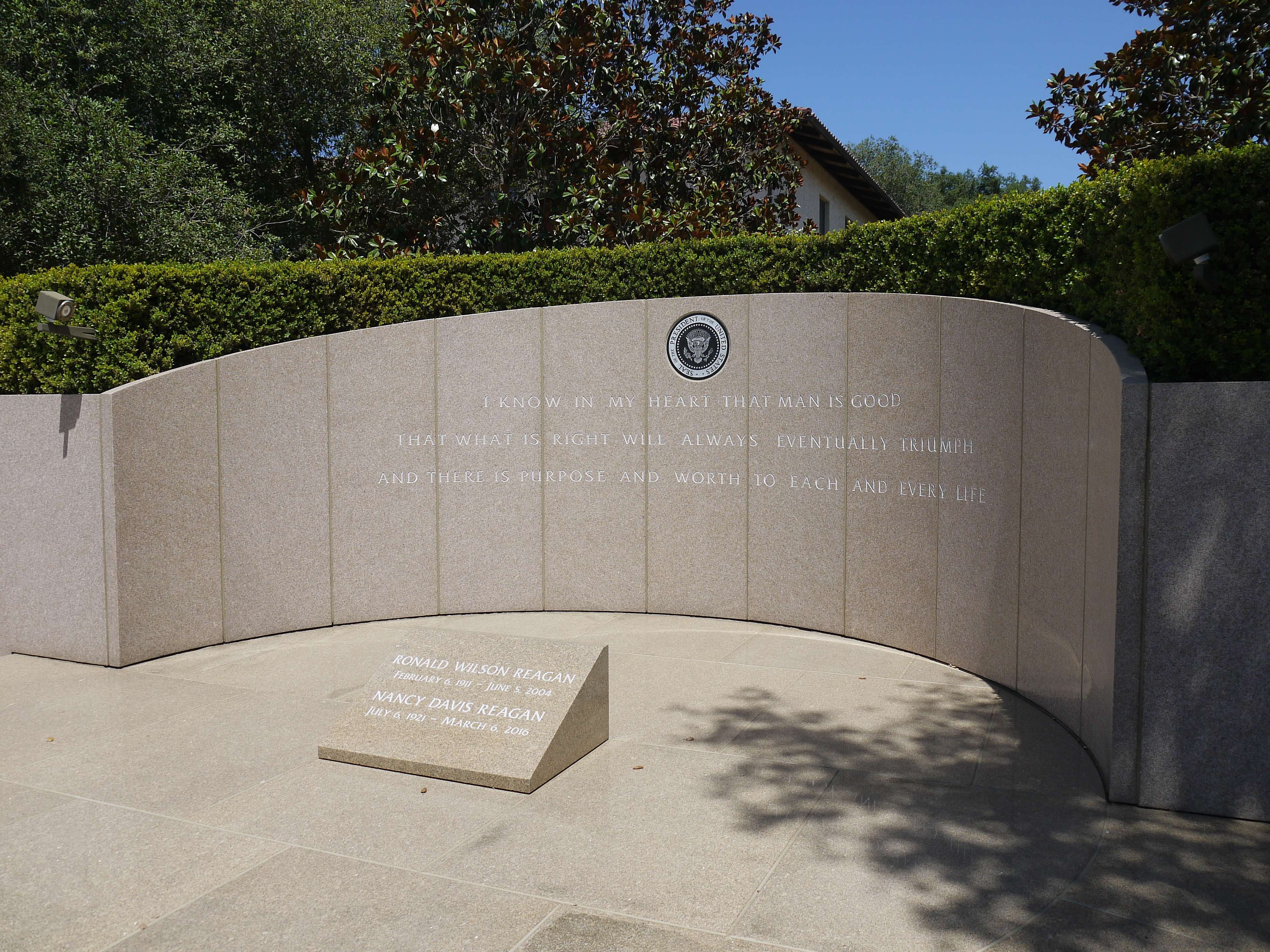
Tombe de l'ancien couple présidentiel